# Dürriye Sultan
Dürriye Sultan (turco ottomano: دريه سلطان, lett. "perla"; Istanbul, 3 agosto 1905 – Istanbul, 15 luglio 1922) è stata una principessa ottomana, figlia di Şehzade Mehmed Ziyaeddin e nipote del sultano Mehmed V.

## Origini
Dürriye Sultan nacque il 3 agosto 1905 a Istanbul, a Palazzo Dolmabahçe. Suo padre era Şehzade Mehmed Ziyaeddin, figlio maggiore del sultano ottomano Mehmed V, e sua madre la consorte Ünsiyar Hanım. Aveva una sorella minore, Rukiye Sultan, e un fratello minore, Şehzade Mehmed Nazim.
Venne istruita insieme ai fratelli da Safiye Ünüvar.
Nel 1918, alla morte di Mehmed V, suo padre trasferì tutta la sua famiglia in un complesso privato, dove ogni consorte aveva un appartamento privato per lei e i suoi figli. Gli appartamenti della madre di Dürriye erano al primo piano. In seguito, Safiye Ünüvar si trasferì da loro.

## Matrimonio
Il 26 marzo 1920, a Palazzo Yıldız, Dürriye Sultan sposò suo cugino Sultanzade Mehmed Cahid Osman Bey, figlio di Naime Sultan e nipote del sultano Abdülhamid II, fratellastro maggiore di Mehmed V. La cerimonia fu officiata da Şeyhülislam Haydarîzâde İbrahim Efendi e la dote della sposa era di 1001 borse d'oro. Dopo la cerimonia, andarono a vivere nel palazzo di Naime Sultan.
Curiosamente, in passato era stato preso in considerazione un matrimonio proprio fra il padre di Dürriye e la madre di Mehmed Cahid, anche se non si concretizzò mai.
La coppia aveva chiesto che nel contratto prematrimoniale fosse incluso il diritto di divorziare, di cui si avvalsero il 6 novembre 1921 davanti a Şeyhülislam Nuri Efendi. Non avevano avuto figli.

## Morte
Dürriye Sultan morì di tubercolosi il 15 luglio 1922, a sedici anni. Venne sepolta ad Haydarpasha, Istanbul, vicino alla villa paterna. Nello stesso anno, venne commissionata la riparazione della fontana Ayrılık, che venne dedicata alla sua memoria.
Dopo la sua morte, il suo ex marito si risposò con la zia materna di Dürriye, Laverans Hanım, da cui ebbe un figlio.

## Onorificenze
- Ordine della Casa di Osman[6]